# Jean-François Cailhava
Jean-François Cailhava (auch: Cailhava de l’Estandoux; * 21. April 1731 in Toulouse; † 27. Juni 1813 in Sceaux) war ein französischer Schriftsteller und Mitglied der Académie française.

## Leben und Werk
Der Bühnenerfolg seines Stückes L’Allégresse champêtre 1757 in Toulouse bewog Jean-François Cailhava, nach Paris zu wechseln, wo er sich Cailhava de l’Estandoux nannte und ab 1763 mit zahlreichen Komödien Erfolg hatte, von denen mehrere auch ins Deutsche übersetzt wurden. Er war Gründungsmitglied der Freimaurerloge der Neuf Sœurs. Während der Revolution gehörte er zum Klub der Jakobiner, ab 1791 zur Nationalgarde. Bei freiwillig übernommenen Aufgaben als Kommissar der Republik in der Provinz in den Jahren 1793 und 1794 zeigte er persönlichen Mut. 1798 wurde er in das 1795 gegründete Institut national gewählt und besetzte ab der Wiedergründung der Académie française 1803 als Nachfolger von Jean-Pierre Claris de Florian den Sitz Nr. 29, den er ab 1805 als erster im heutigen Akademiegebäude Quai Conti besetzte. Er starb im Alter von 82 Jahren.
Cailhava befasste sich auch theoretisch mit der Theaterdramaturgie, vornehmlich in der Komödie. Sein Werk von 1756 über die Kunst der Komödie wurde 1970 nachgedruckt. Seine besondere Verehrung galt Molière, den die Académie française als von der Kirche geächteten Schauspieler nicht in ihren Reihen geduldet hatte. Cailhava rächte Molière durch einen 1779 veröffentlichten Discours prononcé par Molière le jour de sa réception posthume à l’Académie (Molières Rede am Tage seiner postumen Aufnahme in die Akademie).

## Werke (Auswahl)

### Bühnenwerke (alphabetisch)
- L’Allégresse champêtre. 1757.
- Arlequin Mahomet ou le cabriolet volant, siehe Cabriolet.
- Athènes pacifiée, comédie en trois actes et en prose. 1796–1797.
- La Buona Figlucola. Opéra comique en trois actes, parodiée en françois, sur la musique du célèbre Piccini (La buona figliuola). Paris 1771.
  - (deutsch) Das gute Mädchen. Eine Operette in drey Akten. Schneider, Leipzig 1778.
- Le cabriolet volant. 1770.
- Crispin gouvernante. 1799.
- (Bearbeiter) Le Dépit amoureux, rétabli en cinq actes. Hommage à Molière. 1801.
- L’égoi͏̈sme. Komödie. Duchesne, Paris 1777.
  - (deutsch) Der Egoismus. 1778.
- L’Enlèvement de Ragotin et de Mme Bouvillon ou le Roman comique dénoué. 1798.
- Les étrennes de l’amour. Comédie-ballet. Le Jay, Paris 1769.
- (Bearbeiter) Molière: La Fille crue garçon, ou le Dépit amoureux, de Molière. 1800.
- La fille imposée. 1789.
- La Fille supposée. 1769, 1783, 1785.
- Le jeune Présomptueux, ou le Nouveau Débarqué. 1769.
- Les Journalistes anglais. 1842.
- La Maison à deux portes. 1765.
- Le Mariage interrompu. 1769.
- Les Ménechmes grecs. Comédie en prose. Paris 1996.
- Le nouveau débarqué. 1769.
- Le nouveau marié, ou les importuns. Komische Oper. Duchesne, Paris 1770.
- La Présomption à la mode. 1763.
- Le Soupir, ouvrage moral. 1772.
- Sultane et Mahomet. 1771.
- Theâtre. Veuve Duchesne, Paris 1785.
- Théâtre complet, 5 vol. 1802.
- Le tuteur dupé. Walther, Dresden 1766.
  - (deutsch) Der betrogene Vormund. Wien 1773. (Johann André Pufendorf)
  - (deutsch) Kömmst du mir so, komm’ ich dir so; oder: Die Schule de Vormünder. Ein Lustspiel in fünf Aufzügen nach Cailhava. Le tuteur dupé. Wever, Berlin 1781.
  - (dänisch) Den bedragede Formynder... efter... «le Tuteur dupé». Kopenhagen 1779.
- Ziste et zeste, ou les Importuns. 1796.
- (spanisch) Otra casa con dos puertas. Madrid 1842.

### Erzählende Prosa
- Le Pucelage nageur. 1766.
- Le soupé des petits-maîtres. 1770.
  - (deutsch) Das Souper der Stutzer. Kala, Hamburg 1964. (mit Zeichnungen von Wilhelm Busch)
  - (deutsch) Das Liebesmahl. Heyne, München 1979. 3. Auflage 1980.
- Contes en vers et en prose de feu l’abbé de Colibri. 2 Bde. 1797.
  - Les contes de l’abbé de Colibri. Hrsg. Charles Monselet. Paris 1881.

### Theaterwissenschaft
- De l’art de la comédie. Vve Duchesne, Paris 1756. Slatkine, Genf 1970.
- Causes de la décadence du goût sur le théâtre. Dufour, Paris 1768, 1789.
  - Les causes de la décadence du théâtre et les moyens de le faire refleurir. Mémoire présenté à l’Institut de France, pour se conformer au décret impérial concernant les sciences, les lettres et les arts. Paris 1807.
- Études sur Molière, ou Observations sur la vie, les moeurs, les ouvrages de cet auteur, et sur la manière de jouer ses pièces, pour faire suite aux diverses éditions des Oeuvres de Molière. Paris 1772, 1802.
- Essai sur la tradition théâtrale. 1799.